# Crisis migratoria entre Ecuador y Perú de 2018-2024
La crisis migratoria entre Ecuador y Perú fue una situación humanitaria crítica, que inició en agosto de 2018, por el incremento del flujo descontrolado de refugiados solicitantes de asilo, y otros migrantes en condición de vulnerabilidad, que en conjunto comparten las vías de desplazamiento irregular hacia países que rodean a Venezuela; En este caso hacia Colombia y Ecuador— a la República del Perú por motivos de la crisis política, social y económica que sufre Venezuela.
La llegada en cantidad de ciudadanos venezolanos a Perú ya se venía desarrollando desde 2016, pero el gobierno de dicho país sudamericano informó que desde el 25 de agosto de 2018 comenzó a exigir pasaporte, sumado a esto la marcha también se motiva debido a que el presidente ecuatoriano Lenin Moreno no ratificó la Tarjeta Andina de Inmigración que permite el libre tránsito por los países miembros de la Comunidad Andina (en la cual tanto Ecuador como Perú forman parte junto a Bolivia y Colombia).

## Recorrido

### Colombia

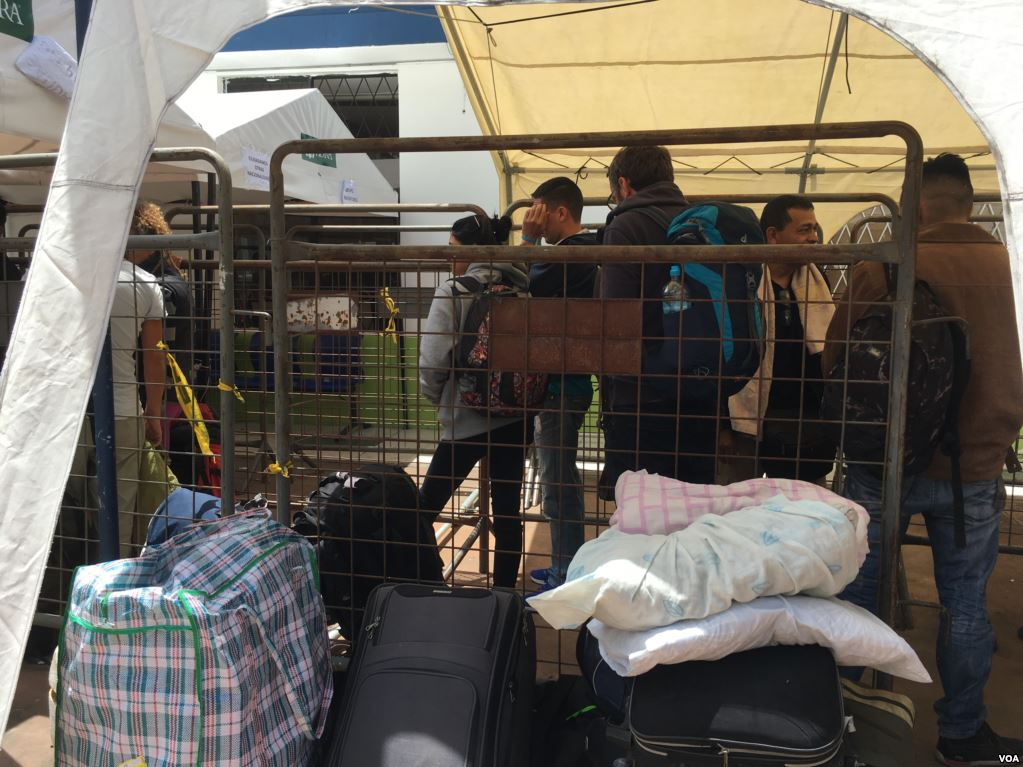
En Ecuador, inmigrantes venezolanos provenientes de Colombia se registran en el poblado fronterizo de Rumichaca.

La marcha se registró desde el municipio colombiano de Cúcuta hasta la ciudad ecuatoriana de Tulcán que son 1500 kilómetros. En dicho sector se registró a inmigrantes venezolanos acampando en los costados de la Ruta Nacional 25. Según las autoridades locales la mitad de los migrantes viajan solo con cédula ante la escasez de papel en su país para imprimir el documento internacional.

### Ecuador

#### Rumichaca, primer sector

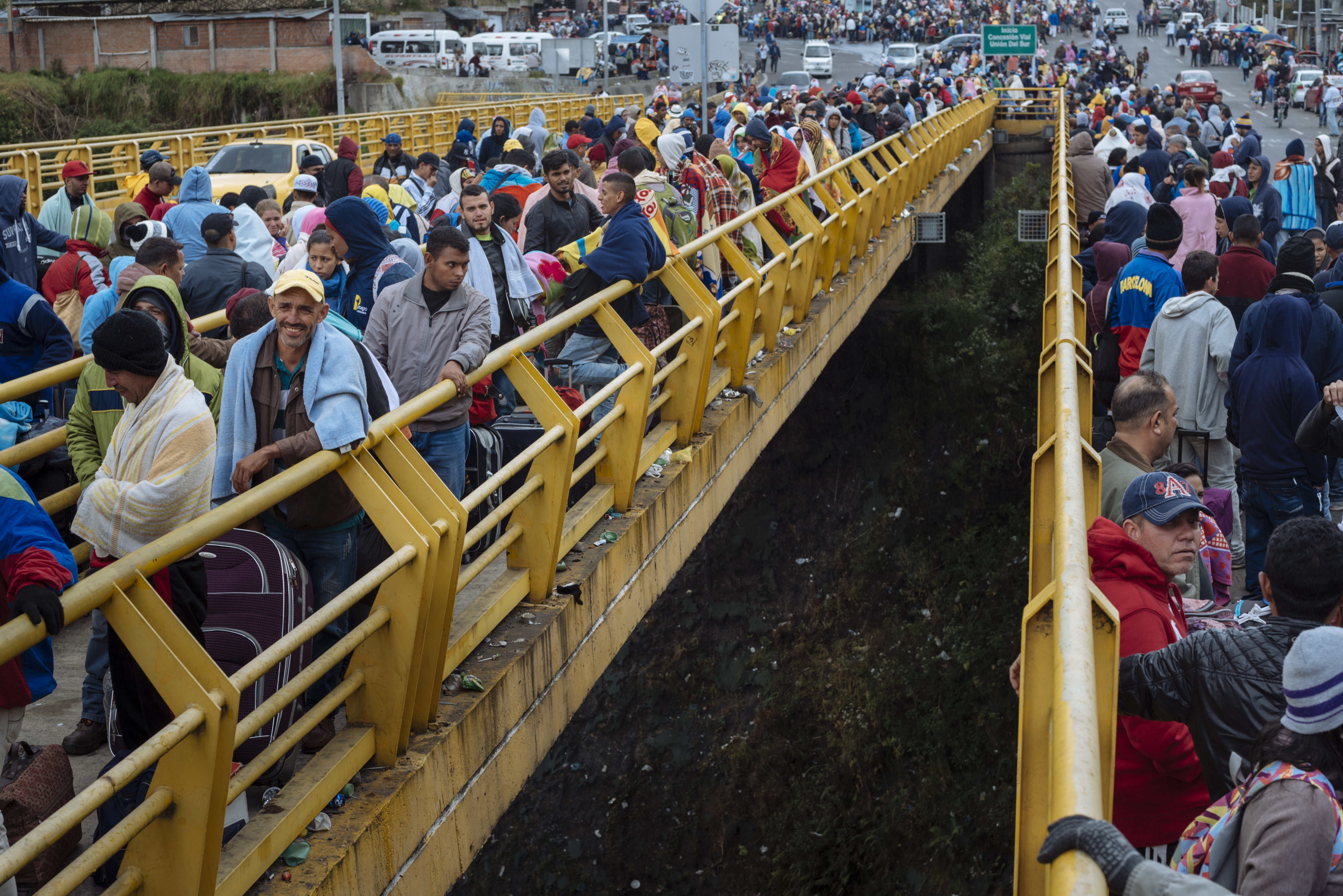
Cientos de venezolanos en situación de movilidad humana esperan en la fila de la Aduana en Ecuador para sellar sus pasaportes y continuar con su viaje. En la imagen, venezolanos en el puente de Rumichaca.

Los venezolanos realizan su ingreso por medio del Puente internacional de Rumichaca en donde las autoridades informaron que se registran 4000 por día, el cantón más colapsado por el flujo de refugiados es Tulcán. Según estadísticas del Ministerio del Interior entre enero del 2017 y enero del 2018, ingresaron a Ecuador 350 490 venezolanos y salieron 279 517 rumbo al Perú.
Para el representante de la Unicef en Ecuador Juan Enrique Quiñónez los venezolanos que utilizan a su país de paso son más pobres que los que ingresaron durante todo el 2017.

#### Carchi e Imbabura, segundo sector
Un punto de reunión entre venezolanos son las provincias ecuatorianas de Carchi e Imbabura, en donde se registró decenas de inmigrantes, la mayoría son familias con niños en brazo. En el mismo sector las autoridades gubernamentales atendieron casos de deshidratación y problemas respiratorios y digestivos en los inmigrantes.

#### Corredor ciudadano de Pichincha
El gobierno provincial de Pichincha creó una especie de corredor humanitario civil, pues dio seis autobuses que se encargan de llevar 42 inmigrantes cada uno hasta Huaquillas.

#### Huaquillas, último sector
En el sector de la frontera entre Ecuador y Perú los inmigrantes venezolanos que desean cruzar a Aguas Verdes son 1500, para las autoridades ecuatorianas son una cantidad muy reducida pero importante ya que son las olas provenientes con la idea plena de ingresar al Perú antes del 25 de agosto.

## Perú como país de acogida
Al 31 de octubre de 2018, la Superintendencia Nacional de Migraciones del Perú actualizó la cifra de venezolanos en el Perú a 550 000, convirtiéndose Perú en el país con el segundo mayor asentamiento de venezolanos en el mundo, después de Colombia. El Permiso Temporal de Permanencia (PTP) ha sido entregado hasta el momento a unos 125 000 venezolanos, mientras que otros 250 000 ya tienen una cita para iniciar el trámite.
En el mes de diciembre de 2018, la Superintendencia Nacional de Migraciones dio a conocer otro aumento significativo de inmigrantes venezolanos en el Perú, llegando a las 635 000 personas.
En enero de 2019 la población venezolana en el Perú superó las 680 000 personas.

## Perú como país de tránsito
Para un grupo de venezolanos, Perú se ha convertido en un país en tránsito hacia terceros países, en especial hacia los del Cono Sur de América (Argentina, Chile y Uruguay), y en menor medida a Bolivia y Paraguay. Para el caso de Chile, el gobierno de Sebastián Piñera modificó en 2018 su política de visados para los ciudadanos venezolanos, no permitiendo el cambio de estatus migratorio y obligando a solicitar, desde el exterior, una visa especial y temporal de residencia (Visa de Responsabilidad Democrática) para los venezolanos que quieran permanecer en el territorio chileno sin fines turísticos.